# رافائل مونتی
رافائل مونتی (میلان 1818-1881) مجسمه‌ساز، نویسنده و شاعر ایتالیایی بود. او در میلان یا ایزو به دنیا آمد،  زیر نظر پدرش، مجسمه ساز مشهور گائتانو ماتئو مونتی ، در آکادمی امپراتوری تحصیل کرد. در سن 20 سالگی، او به وین دعوت شد و در آنجا حمایت گسترده ای دریافت کرد. او پس از دو سال به میلان بازگشت.

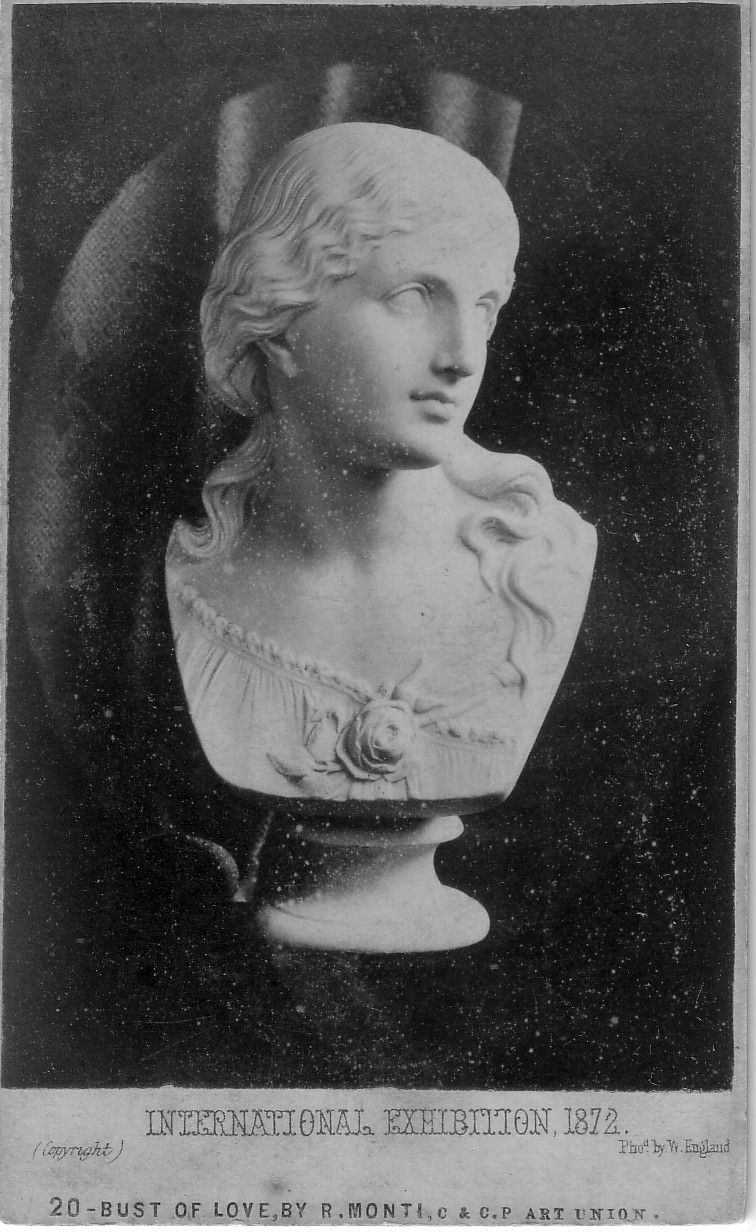
نیم تنه چینی پریان «عشق» اثر رافائل مونتی. صادر شده توسط اتحادیه هنر سرامیک و کریستال پالاس، و به نمایش گذاشته شده در نمایشگاه بین المللی، لندن 1872. عکس توسط ویلیام انگلستان ، شرکت استریوسکوپی لندن.

## زندگی هنری
در سال 1846، مونتی برای یک سال به انگلستان سفر کرد و بعداً در آنجا ساکن شد. مونتی آثارش را در آکادمی سلطنتی به نمایش گذاشت و به زودی با قطعه‌اش برای ششمین دوک دوون‌شایر ، «وستال محجبه»، چهره‌ای با حجاب توهم‌گرا، که تخصص او بود، به‌عنوان یک مجسمه‌ساز برجسته شناخته شد. مجسمه نیم تنه ای بر اساس این اثر و ریخته گری چینی پریان توسط کوپلند با عنوان «عروس» که اغلب با نام «عروس محجبه» شناخته می شود، منتشر شد. در سال 1861 توسط اتحادیه هنر کریستال پالاس. این مجسمه به یکی از محبوب‌ترین مجسمه‌های نیم تنه پرین تبدیل شد.

## آثار
- ""La Donna Velata" (تنه) 1845 قلعه Racconigi
- "Veiled Vestal" 1847 Chatsworth House .[۳]
- "یک برده چرکس در بازار قسطنطنیه" 1850 مجموعه والاس .[۴]
- "خواهر ماهیگیر" در سنگ مرمر کارارا در نمایشگاه بزرگ لندن 1851 به نمایش گذاشته شد.
- "کوپید" و "حیا"، یک جفت، 1853: davidwilsonfineart.com
- "Veritas" 1853 موزه Medeiros e Almeida بنیاد Medeiros de Almeida ، لیسبون ، پرتغال .
- «رودخانه تیمز» 1854 قفل سنت جان روی رودخانه تیمز در زیر لکلید در اصل برای فواره‌های قصر کریستال سیدنهام
- "لا دونا ولاتا" (زن محجبه) 1854 موزه هنر متروپولیتن
- تاق Proscenium 1858 رویال اپرای خانه
- " چارلز استوارت، سومین مارکز از لندندری 1858 بازار، دورهام .[۵]
- "بانوی محجبه" (تنه) 1860 موسسه هنر مینیاپولیس
- "خواب غم و رویای شادی" 1861 موزه ویکتوریا و آلبرت
- موزه و گالری هنری «مادر»

## تصاویر

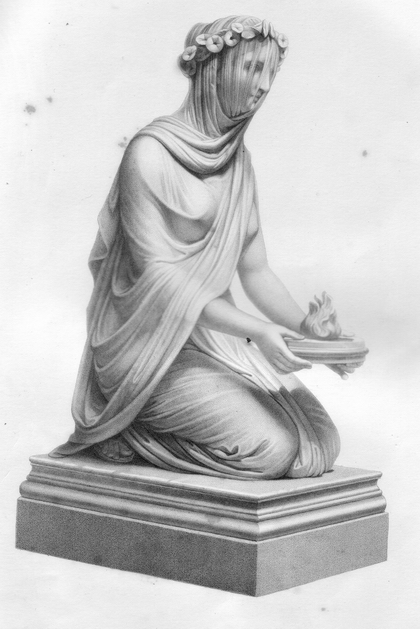
Veiled Vestal ca 1848. اکنون در Chatsworth House .
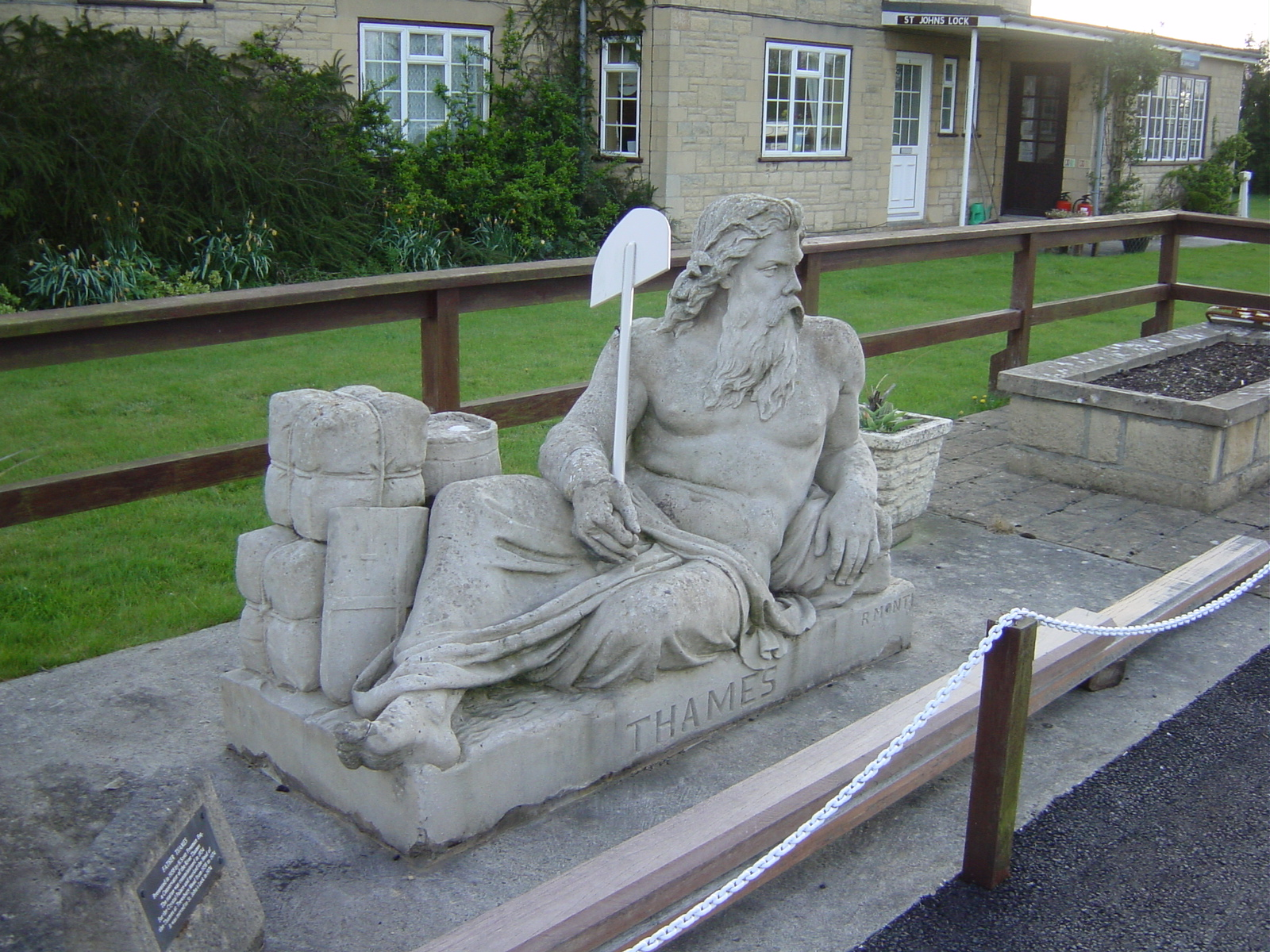
پدر تیمز حدود 1853، در St John's Lock ، Lechlade
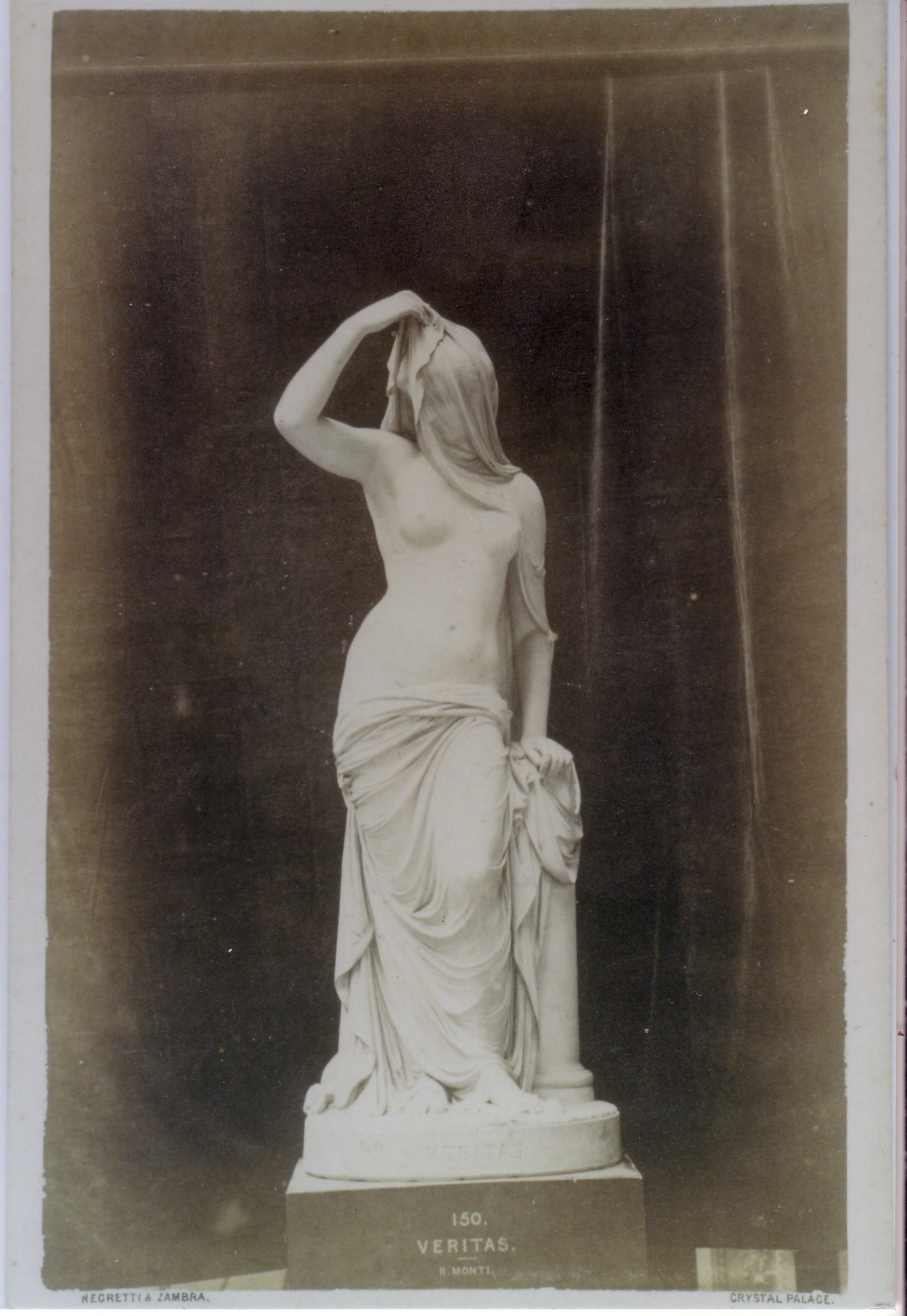
Veritas حدود 1853. از گچ اصلی در قصر کریستال سیدنهام [تخریب شده در 1936]
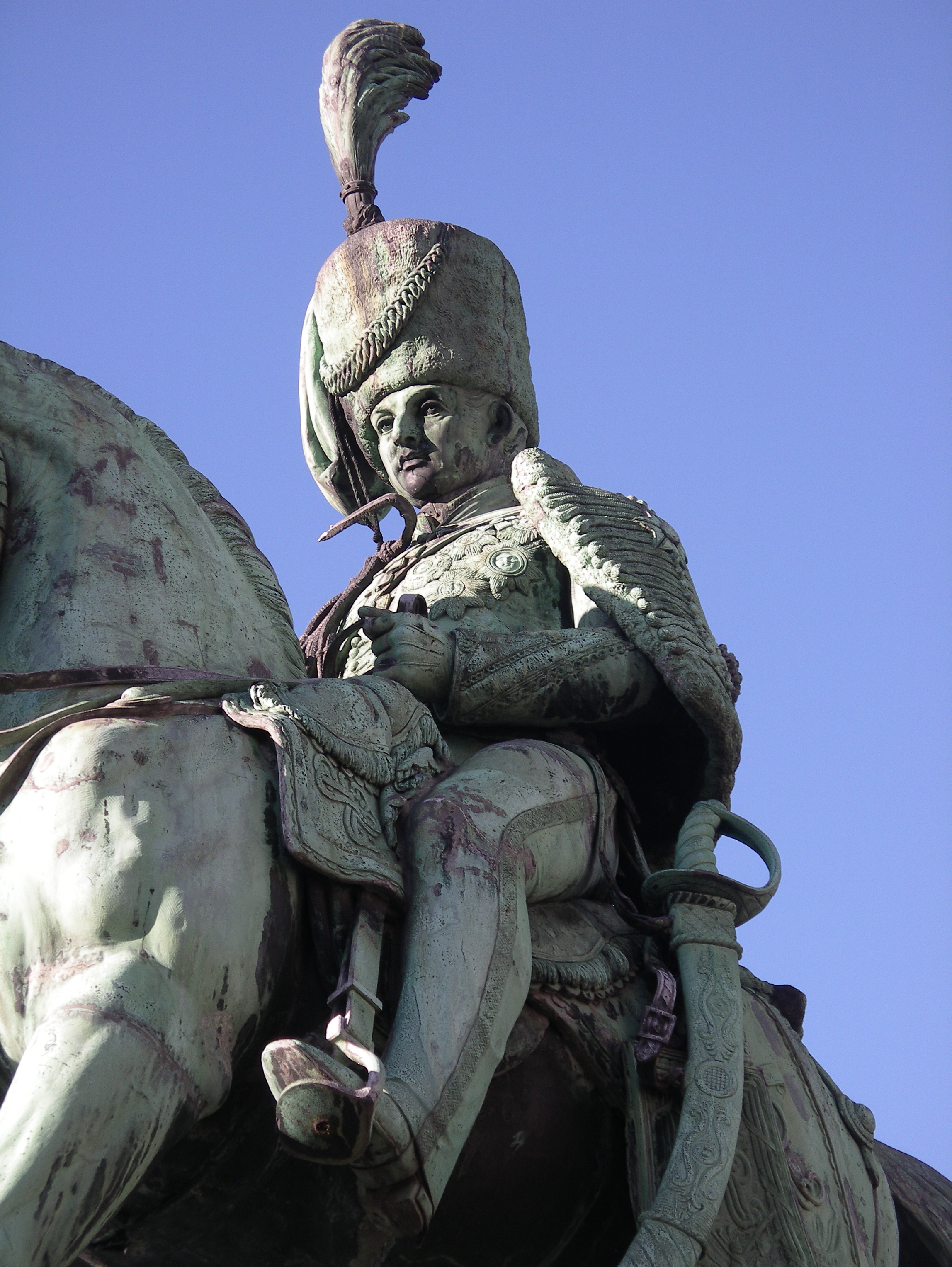
چارلز وین، سومین مارکز لندندری در سال 1861 در دورهام .
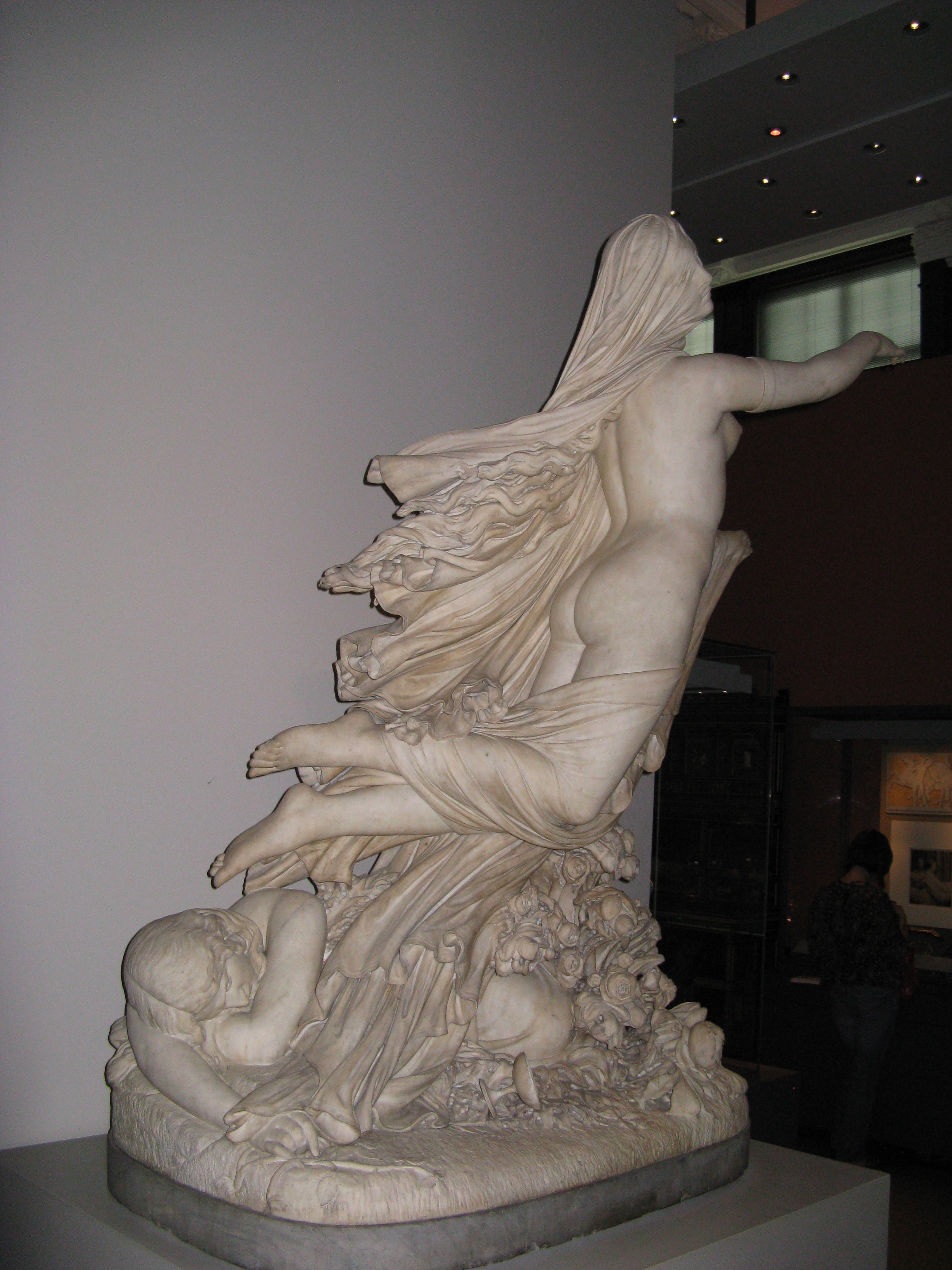
خواب غم و رویای شادی حدودا. 1862. موزه ویکتوریا و آلبرت
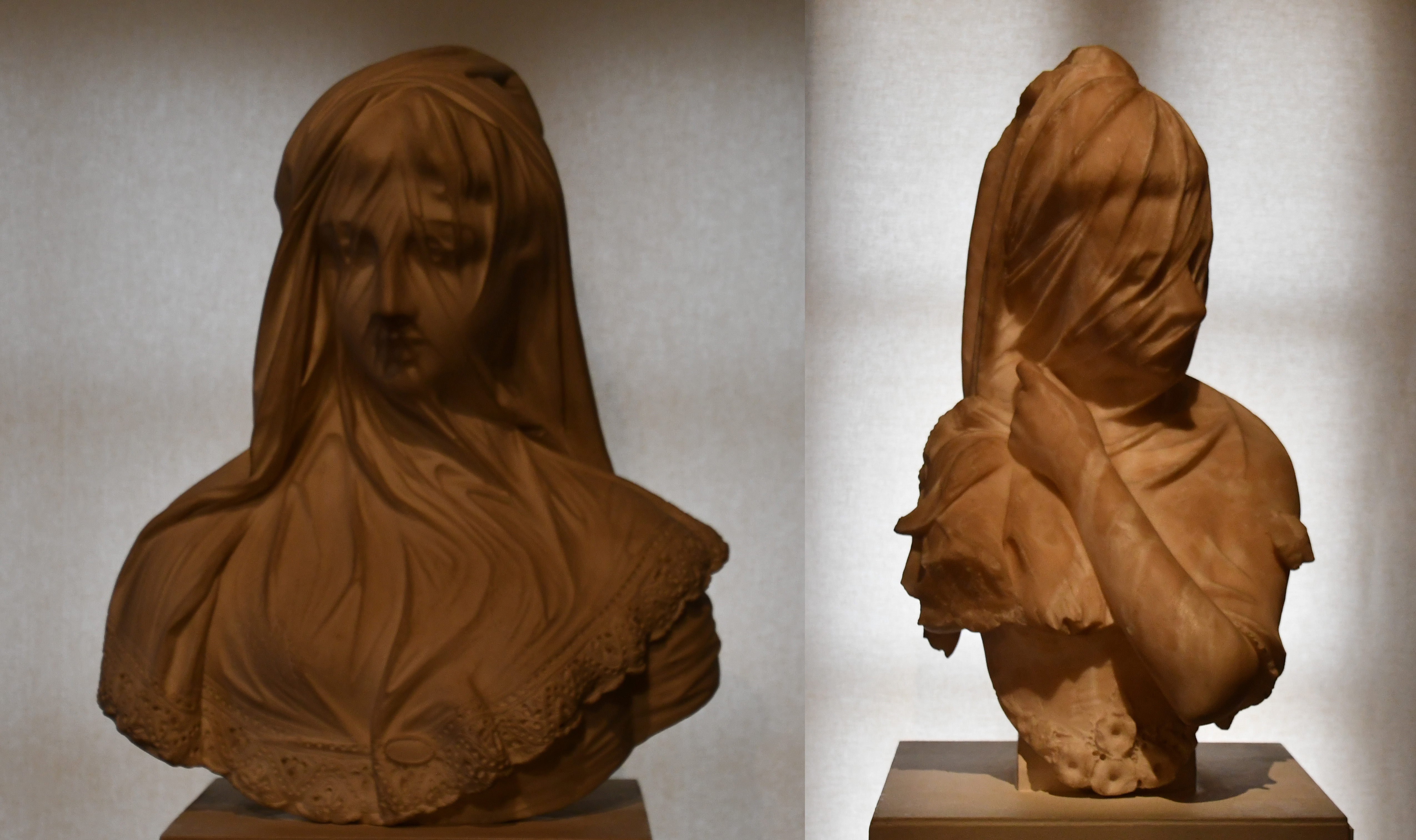
مجسمه نیم تنه زنان با صدای بلند - حدود 1860 - سنگ مرمر - موزه اورسولین - Mâcon

## مراجع
1. ↑  Oxford Dictionary of National Biography (online ed.). Oxford University Press. doi:10.1093/ref:odnb/64413. {{cite encyclopedia}}: Missing or empty |title= (help) (Subscription or UK public library membership required.)
2. ↑  Fitzwilliam Museum – OPAC Record
3. ↑  Chatsworth – The collection highlights بایگانی‌شده  در ۲۰۰۶-۱۰-۰۶ توسط Wayback Machine
4. ↑  The Wallace Collection
5. ↑  Durham, DUDU04, Statue, Monument to Third Marquis of Londonderry بایگانی‌شده  در ۲۰۱۱-۰۶-۱۸ توسط Wayback Machine